# Nesticella wuxi
Espèce
Nesticella wuxi est une espèce d'araignées aranéomorphes de la famille des Nesticidae.

## Distribution
Cette espèce est endémique de Chongqing en Chine,. Elle se rencontre dans le xian de Wuxi dans la grotte Longtan.

## Description
Le mâle holotype mesure 2,78 mm et la femelle paratype 3,13 mm.

## Systématique et taxinomie
Cette espèce a été décrite par Wang, Zheng et Zhang en 2022.

## Étymologie
Son nom d'espèce lui a été donné en référence au lieu de sa découverte, le xian de Wuxi

## Publication originale
- Wang, Zheng & Zhang, 2022 : « Three new species of Nesticella Lehtinen & Saaristo, 1980 from Chongqing (Araneae: Nesticidae). » Acta Arachnologica Sinica,  vol. 31, no 1, p. 11-16.